# Ilusão

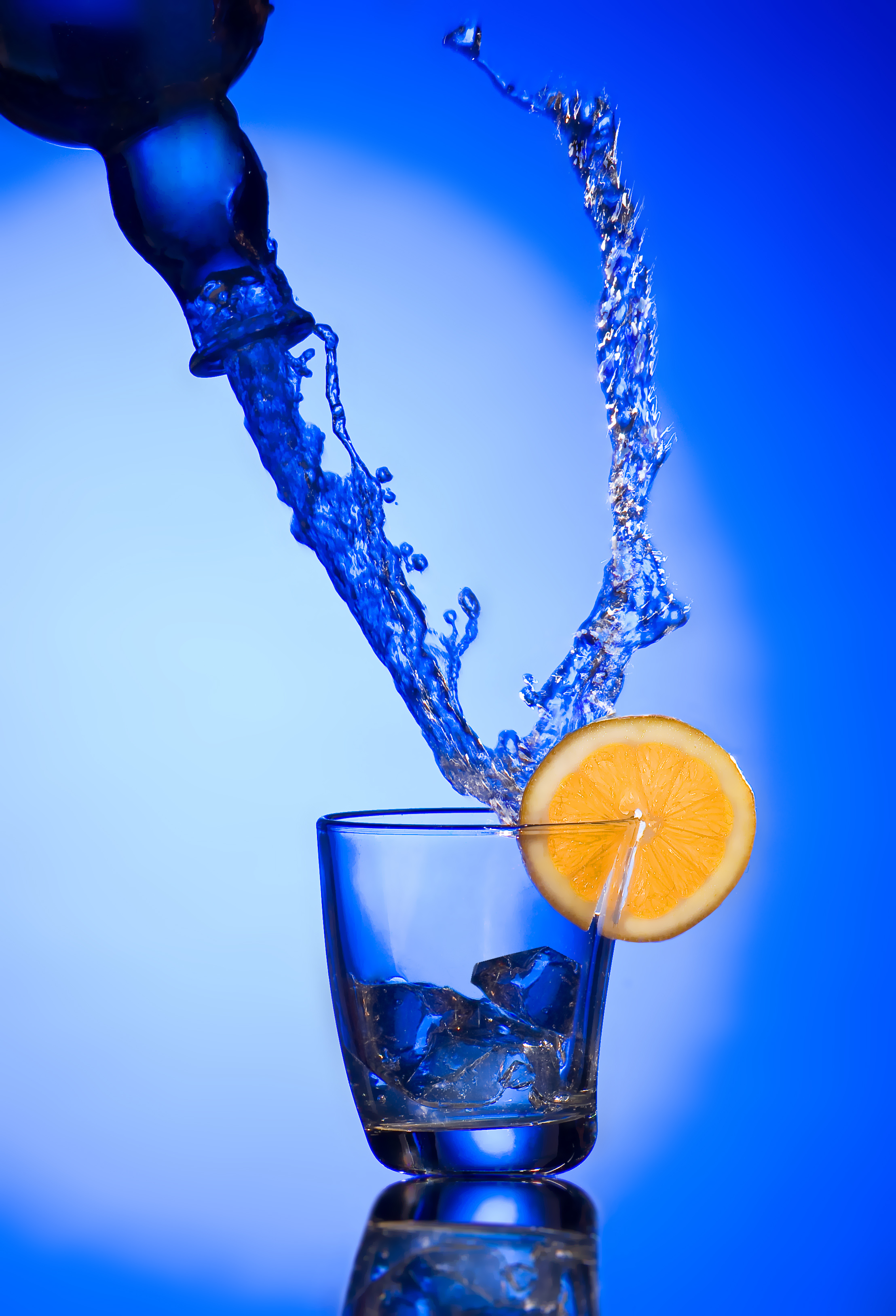
Exemplo de ilusão: a foto parece negar o efeito da gravidade.

A ilusão é uma confusão dos sentidos que provoca uma distorção da percepção. A ilusão pode ser causada por razões naturais (mudança de ambiente, deformação do ambiente, mudança de clima, etc) ou artificiais (camuflagem, mimetismo, efeitos sonoros, ilusionismo, entre outros). Todos os sentidos podem ser confundidos por ilusões, mas as visuais são mais conhecidas. Uma vez que a percepção é baseada na interpretação dos sentidos, as pessoas podem experimentar ilusões de formas diferentes.

## Etimologia
Deriva do verbo latino illudo, "divertir-se", "recrear-se", mas também "burlar", "enganar". O verbo latino estava formado pelo prefixo in- e o verbo ludo, "eu brinco". De ludo, derivou-se uma ampla família de palavras na qual se inclui "lúdico", relativo a brincar, "eludir", escapar, "alusão", menção, referência, "interlúdio", intervalo num jogo ou representação teatral, e "prelúdio", o que precede uma representação.
Em nossa língua, "iludir" evoluiu com o sentido de causar uma impressão enganosa ou ter a esperança de algo desejável.

## Tipos de ilusão

### Ilusões de óptica
Ilusões que afetam a percepção visual. Em geral, baseiam-se em fatos que são assumidos na interpretação da informação visual. Entre as ilusões desse tipo, destacam-se as figuras ambíguas (que podem ser interpretadas de duas ou mais formas diferentes), ilusões de perspectiva, ilusões de tamanho, ilusões de cor, ilusões de luminosidade, entre outras.
A ilusão de movimento, utilizada no cinema, televisão e em diversas formas de animação baseia-se na velocidade de processamento do estímulo visual (fenômeno conhecido como "persistência da retina).
Um tipo especial de ilusão de óptica são as miragens, distorções ópticas causadas pela atmosfera e que podem ser fotografadas. Embora as miragens causem percepções incorretas (como a existência de água no deserto), o estímulo visual é real.
Grande parte dos números de mágica baseiam-se na exploração das ilusões visuais. Este tipo de mágica é chamado de Ilusionismo.

### Ilusões auditivas
Ilusões que afetam a percepção auditiva. Embora as ilusões visuais sejam mais populares, as ilusões auditivas são amplamente utilizadas no processamento de áudio e em efeitos sonoros utilizados em instrumentos musicais e aparelhos de áudio. Um exemplo é o fenômeno da fundamental ausente utilizado para simular sons mais graves do que o equipamento permitiria reproduzir.
Ilusões de posicionamento permitem utilizar pequenas variações de sincronismo entre os sons dos canais de áudio, como por exemplo, o Dolby Virtual Surround, que simula um som envolvente (5.1) com apenas dois canais de áudio.

### Ilusões táteis, gustativas e olfativas
Ainda que menos comuns que as ilusões de óptica e auditivas, há situações que podem enganar os demais sentidos. Em geral estas ilusões baseiam-se no contraste ou na persistência de determinada situação.
Por exemplo, se mantemos a mão em água quente por um certo tempo, ao colocá-la em água à temperatura ambiente, a sensação será de que a água está gelada. O mesmo ocorre com a percepção de sabores contrastantes. Após comer um alimento muito doce, um outro tende a parecer muito mais amargo do que é realmente.
Um tipo específico de alucinação tátil é o chamado membro fantasma em que a pessoa relata sentir  dor ou coceira em membros amputados. Tal fenômeno deve-se à permanência das áreas cerebrais que processavam os estímulos da parte removida.